# Hermann Gerstner
Hermann Gerstner (* 6. Januar 1903 in Würzburg; † 17. August 1993 in Grünwald bei München) war ein deutscher Schriftsteller und Bibliothekar, zuletzt als Oberbibliotheksrat.

## Leben

### Herkunft und Studium
Hermann Gerstner wurde als jüngstes von vier Kindern des beim Staatsbauamt Würzburg als Architekt bzw. Baumeister beschäftigten technischen Verwaltungsoberinspektors Michael Gerstner und seiner Frau Berta Gerstner, geborene Flößa, in Würzburg, Randersackerer Straße 24, geboren. Neben seiner zwölf Jahre älteren Schwester Lina hatte er noch die beiden zehn bzw. elf Jahre älteren Brüder Valentin und August. Seine Eltern bewohnten eine Fünf-Zimmer-Wohnung in einem der drei von ihnen errichteten Mietshäuser zwischen der Randersackerer und Heidingsfelder Straße (heutige Friedrich-Spee-Straße).
Gerstner besuchte von 1909 bis 1913 die Schiller-Volksschule und anschließend bis 1922 das Alte Gymnasium in seiner Geburtsstadt. Der in einem bürgerlichen Elternhaus behütet aufgewachsene Gerstner war katholisch und erlebte mit dem Tod seines Bruders Valentin, der am 30. November 1916 in einem Feldlazarett an der Westfront seinen Verwundungen erlag, einen ersten Einbruch in die bisherige Idylle.
Sein Vater stammte aus Rimpar, einem Dorf unweit nördlich von Würzburg, in dem das Maurerhandwerk traditionell weit verbreitet war. Sowohl sein Vater als auch sein Onkel, der Bezirksbaumeister in Marktheidenfeld war, entsprachen dieser Tradition. Auch sein Bruder August wurde Diplom-Ingenieur und arbeitete wie sein Vater am Staatsbauamt Würzburg. Gerstner jedoch, mit einem auffallenden Selbstbewusstsein ausgestattet, entwickelte schon früh schöngeistige und vor allem schriftstellerische Ambitionen, so dass er sich für ein Studium der Philosophie, Germanistik, Geschichte und Geographie an der Julius-Maximilians-Universität Würzburg entschied und sich später für das Wintersemester 1923/24 an der Ludwig-Maximilians-Universität München immatrikulierte. In München knüpfte er Verbindungen mit Wilhelm Weigand und Michael Georg Conrad, die ebenfalls aus Mainfranken stammten. Für sein Schlussexamen wählte er das Thema Das Erlebnis in der Lyrik von Julius Grosse, das auch seiner Promotion vom 24. Februar 1928 zum Dr. phil. zugrunde lag. Ab 1927 war er im höheren Lehramt tätig.

### Berufliche Anfänge und Entwicklung
Als Studienreferendar leistete Gerstner seine praktische Ausbildung an der Oberrealschule in Würzburg ab. In dieser Zeit entstand innerhalb der Würzburger Gesellschaft für Literatur und Bühnenkunst der „Kreis der Jüngeren“, zu dessen Gründungsmitgliedern Gerstner neben Ludwig Friedrich Barthel, Wilhelm Grimm, Alo Heuler, Rudolf Ibel und Oskar Kloeffel zählte. Im Alter von 26 Jahren legte er sein Assessorexamen ab. Eine baldige Übernahme in den Staatsdienst für ein Lehramt war jedoch nicht in Sicht, so dass Gerstner sich zunächst seiner Dissertation widmete und 1928 als Studienassessor eine Privatlehrerstelle am Ursulinen-Realgymnasium für Mädchen in Berlin antrat. Dort unterrichtete er Deutsch, Geschichte, Geographie und Latein. Nebenbei schrieb Gerstner Theaterkritiken für auswärtige Zeitungen. Ein erster Gedichtkreis mit dem Titel „Nordische Landschaft“ entstand. Seine Freizeit verwendete er zum Schreiben von nie veröffentlichten Manuskripten. Ein Novellenband Von Liebenden und anderen armen Teufeln erschien allerdings 1930 im Würzburger Amend-Verlag, 1932 gefolgt vom Gedichtzyklus Buddha-Legende; Werke, die nahezu unbeachtet blieben.
In Berlin traf Gerstner Rudo Ritter, den aus Würzburg stammenden Komponisten und zum Broterwerb als Drehbuchautor tätigen Bruder des Ufa-Filmregisseurs Karl Ritter. 1928 lernte Gerstner auch die 17-jährige Ingeborg „Inge“ Ruegenberg kennen, die als Schülerin die Obersekunda besuchte. Die in St. Petersburg geborene und gegen Ende des Ersten Weltkrieges nach Berlin gekommene Tochter eines deutschen Kaufmanns, wurde später seine Frau.
1929 entstand sein erstes Romanmanuskript Erste Kreatur, das unveröffentlicht blieb. Im gleichen Jahr unternahm Gerstner eine Skandinavienreise, die ihn nach Dänemark, Schweden und Norwegen führte. Mit seiner Freundin Inge verbrachte er im Jahr darauf einen gemeinsamen Urlaub auf der Kurischen Nehrung.

### Bibliothekar an der Bayerischen Staatsbibliothek
1931 bewarb sich Gerstner für den bayerischen Bibliotheksdienst in München, da ihn seine 1927 begonnene Lehrertätigkeit auf die Dauer nicht befriedigte. Den praktischen Teil seiner Ausbildung zum Bibliotheksassessor leistete er vom 15. Juli 1931 bis Frühjahr 1932 an der Universitätsbibliothek Würzburg ab. Im Sommersemester 1931 belegte er ein Seminar über angewandte Dramaturgie.
Für den 1933 im Verlag der Universitätsdruckerei C.J. Becker, Würzburg, erschienenen Fotobildband Streifzug durch Alt-Würzburg seines Jugendfreundes Paul Friede, fertigte Gerstner in dieser Zeit die Texte.
Im Frühjahr 1932 setzte er seine Ausbildung an der Bayerischen Staatsbibliothek fort und beendete diese mit der Note 1 bewertete Fachprüfung. Am 15. Juli 1932 wurde er als nichtetatmäßiger Beamter zum Bibliotheksassessor im wissenschaftlichen Bibliotheksdienst ernannt. Seine Freundin Inge hatte zwischenzeitlich ihr in Berlin begonnenes Studium der Zahnmedizin ebenfalls in München fortgesetzt und 1935 mit dem Staats- und Doktorexamen abgeschlossen. Die Heirat fand am 29. Juni 1935 in Berlin, der neuen Heimat der Schwiegereltern statt. Die Ernennung zum planmäßigen Staatsbibliothekar erfolgte zum 1. Oktober 1936. Damit war die berufliche Laufbahn Gerstners festgelegt, die ihm die wirtschaftliche Grundlage für seine angestrebte schriftstellerische Tätigkeit verschaffen sollte.
Politisch hatte sich Gerstner bis zur Machtübernahme durch die Nationalsozialisten weder gebunden noch engagiert. Zum 1. Mai 1933 trat er wie viele der sogenannten Märzgefallenen der NSDAP bei (Mitgliedsnummer 1.925.875), ohne allerdings parteiliche Funktionen zu übernehmen.
Ab 1934 mussten alle Schriftsteller, die veröffentlichen wollten, Mitglieder der entsprechenden staatlichen Kulturorganisationen sein. Dem Reichsverband der deutschen Bühnenschriftsteller und Bühnenkomponisten trat er daher im Januar 1934 (Mitglieds-Nr. 1718) bei. In der Reichsschrifttumskammer, Fachschaft Bühnenschriftsteller, wurde er im September 1934 registriert. Ebenfalls Mitglied war Gerstner noch im Reichsbund der deutschen Beamten (seit Juli 1934), im Verein deutscher Bibliothekare (ab 1936), bei der NSV (seit 1935) sowie im Reichsluftschutzbund (ab 1937). Zum Beirat für Literatur und Bibliothekarsangelegenheiten wurde er am 1. Dezember 1936 bestellt. Schließlich war er ab 31. August 1939 Schriftleiter für Kulturpolitik beim Reichsverband der Deutschen Presse (Mitglieds-Nr. 13810).

### Als Bibliothekar im Zweiten Weltkrieg
1938 absolvierte Gerstner eine zweimonatige Ausbildung in einer Nachrichteneinheit der Wehrmacht. Im März 1939 wurde er für die Rückführung und die damit verbundene militärische Wiederbesetzung des Sudetenlandes eingesetzt. Im unmittelbaren Anschluss daran unternahm das Ehepaar Gerstner eine größere Urlaubsreise, die es über Neapel, Taormina und Malta nach Nordafrika führte, wo neben Tripolis auch die Oase Ghadames besucht wurde. Eine Italienreise mit Stationen in Pompeji, Rom, Florenz und Venedig folgte im April 1939.
Am 25. August 1939 wurde Gerstner zur Nachrichtenabteilung 7 in München eingezogen. Den Beginn des Zweiten Weltkrieges erlebte er mit seiner Nachrichteneinheit zunächst in Jülich, bevor er an dem am 10. Mai 1940 begonnenen Westfeldzug teilnahm. Seit dem 6. November 1940 war er Mitarbeiter des Referates Bibliotheksschutz im Range eines Kriegesverwaltungsrates in Paris. Hier fertigte er eine Liste von ca. 2500 Handschriften und Drucken, die aus Deutschland stammend, wieder von Frankreich zurückgefordert werden sollten. Das Rückführungsprojekt wurde allerdings nicht durchgeführt.
Am 27. Februar 1942 wurde Gerstner nach Serbien befohlen und übernahm als Leiter die Heeresbücherei in Belgrad, wo er bis zum Rückzug der Wehrmacht im Herbst 1944 verblieb. Hier war er u. a. mit dem Abtransport der Bestände des Verlages Geca Kon befasst, nachdem die Deutschen den jüdischen Verleger Géza Kohn ermordet hatten, und der Übersendung von Belegexemplaren an deutsche Bibliotheken. Die Auszeichnung um Verdienste für die bulgarische Armee und das Kriegsmuseum in Sofia 1944 deutet darauf hin, dass Gerstner auch Bücherlieferungen an das mit Deutschland verbündete Bulgarien veranlasste. 1943 vermittelte er den Verkauf von Büchern der Königlichen Serbischen Akademie der Wissenschaften an die
Nationalbibliothek Wien. Sein eventuelles Wissen um die Vergasung von über 5000 Juden im Lager Semlin, unweit von Belgrad sowie eine Zusammenarbeit mit dem „Einsatzstab Reichsleiter Rosenberg“, wie in der Literatur (Dannhauer/Kellner) angedeutet, muss allerdings Spekulation bleiben. Als Hauptmann und Heereskriegsrat der Reserve wurde er im Januar 1945 noch zur Heeresbücherei nach Liegnitz mit Dienstsitz in München versetzt.
Bereits im Januar 1940 war seine erste Tochter Doris zur Welt gekommen. Sein Vater verstarb 1943 in Würzburg. Die entmündigte und in einem Heim untergebrachte Mutter starb nur wenig später. Seine Frau hatte Ende 1944 ihre Wohnung verlassen, die Tochter war schon vorher in einer Heilstätte untergebracht worden, so dass sie die Zerstörung ihres Münchner Heimes durch ein alliiertes Luftbombardement am 7. Januar 1945 unbeschadet überlebten. Das Elternhaus Gerstners sowie die beiden Mietshäuser seiner Eltern erlitten beim Bombenangriff auf Würzburg am 16. März 1945 das gleiche Schicksal wie seine Münchner Wohnung.

### Nach dem Krieg
Gerstner kam nach seiner Entlassung aus der Wehrmacht am 28. April 1945 nicht in Kriegsgefangenschaft, sondern konnte wieder zusammen mit Frau und Kind in Grünwald eine Dachkammerwohnung beziehen. Im September 1945 wurde die zweite Tochter Astrid geboren. Gerstner entschloss sich zu einem Neuanfang als Schriftsteller: „Schreiben werde ich, schreiben, schreiben um die Last loszuwerden. Nein, nicht nur die Last. Schreiben auch, um zu zeigen, daß es immer Menschen gab und gibt, die ein menschliches Gesicht auch in blutiger Zeit haben.“ Diesen Wunsch konnte er jedoch zunächst nur eingeschränkt umsetzen, da er am 1. November 1945 offiziell vom Dienst suspendiert und von den Alliierten mit zwei Jahren Schreibverbot belegt wurde.
Im Rahmen der Entnazifizierung wurde er im Mai 1948 von der zuständigen Spruchkammer als „Mitläufer“ eingestuft.
Die verordnete berufliche und publizistische Abstinenz stürzte Gerstner in eine tiefe depressive Phase. Eine Tätigkeit als Lektor beim Münchner Verlag Carl Röhrig befriedigte ihn nicht. Erst am 30. Juni 1952 wurde Gerstner wieder in den bayerischen Staatsdienst als Bibliothekar zunächst bei der Staatsbibliothek Bamberg und ab 1954 wieder in München eingestellt. Die ihm zugewiesene Aufgabe als Signierchef empfand er als stupiden Strafdienst.
1953 unternahm Gerstner erstmals mit dem eigenen Volkswagen eine Fahrt nach Italien und reiste über Venedig und Florenz ans Tyrrhenische Meer. 1955 ging es mit dem Zelt an die Riviera und in die Provence. Weitere Reisen innerhalb Europas folgten bis zu seiner Pensionierung 1965.
1955 kaufte er ein Grundstück im Münchner Vorort Grünwald und errichtete dort ein geräumiges Familienwohnhaus, in das er im Juli 1956 einzog. In unmittelbarer Nachbarschaft lebte der später als Tierfilmer sehr bekannt gewordene Eugen Schuhmacher, über den Gerstner 1973 eine Biographie mit 60 Beiträgen prominenter Autoren unter dem Titel „Eugen Schuhmacher – Begegnungen und Erlebnisse mit dem großen Tierfreund“ herausgab.
In den 1950er Jahren konnte Gerstner allmählich auch publizistisch wieder Fuß fassen. Im Münchner „Mittwochsclub“ traf er Autorenkollegen wie Eugen Roth, Ludwig Reiners, den Verleger Franz Ehrenwirth sowie den Architekten und Karikaturisten Ernst Hürlimann. Als Nachfolger von Wilhelm von Scholz übernahm er 1964 die Präsidentschaft der Würzburger Max-Dauthendey-Gesellschaft. Neben vielen Reisen in Europa, unternahm er in den 1980er Jahren eine große Weltreise, die er in einem Bericht als „Kreuzfahrt in 85 Tagen“ bezeichnete.
Der Oberbibliotheksrat i. R. Hermann Gerstner starb am 17. August 1993 in Grünwald, wo er auch begraben wurde. Seine Frau Inge Gerstner folgte ihm 1998. Er hatte zwei Kinder.

## Literarisches Schaffen

### Bis 1945

#### Dramen und Lyrik
Literarische Ambitionen zeigte Gerstner schon in früher Jugend. So war er Gründungsmitglied des „Kreises der Jüngeren“, einem Zirkel Würzburger Literaten. Gerstner, der sich zum Dramatiker berufen fühlte, schrieb Mitte der 1920er Jahre erste Stücke. Diese blieben jedoch weitgehend unbeachtet; kaum ein Stück fand den Weg auf die Bühne. 1927 beschäftigte sich Gerstner gemeinsam mit anderen Literaten in Würzburg mit der Inszenierung von Puppenspielen. Ein Versuch, sich mit dem Drama „Baldur und Loki“ aus der germanischen Mythologie, den neuen kulturpolitischen Entscheidungsträgern zum empfehlen, wurde am 13. Juli 1935 im Würzburger Generalanzeiger positiv rezensiert:
„Das gewaltige Erleben der nationalsozialistischen Revolution erschloß endlich für den deutschen Dichter … den Weg zum Mythos unserer germanischen Vorfahren, zeigte ihm die erschütternde dramatische Wucht der tiefgründigen Weltanschauungsfragen, die der Mythos zu beantworten sucht. Ewig neu, von tiefster politischer Sinnbildkraft ist der nordische Mythos von Baldur und Loki. Das Ringen zwischen Licht und Finsternis, das Kämpfen zwischen gestaltlosem Chaos und sinnvoller Ordnung ist der Grundgedanke des Geschehens.“
Seine ersten literarischen Arbeiten waren allerdings lyrischer Natur. Als erste Publikation erschien 1926 ein Gedichtzyklus mit dem Titel Begegnungen. Weitere Werke folgten und wurden teilweise in Anthologien veröffentlicht; so etwa die Geschichten um den Tod 1931. In seiner Berliner Zeit kam Gerstner durch Besuche im Buddhistischen Haus (Berlin-Frohnau, Edelhofdamm) auch mit der Gedankenwelt des Buddhismus in Berührung. Zusätzlich angeregt durch die von exotischen Ländern und Themen bestimmte Dichtung Max Dauthendeys, dessen Persönlichkeit und Werke Gerstner stark beeinflussten, entstand 1932 die Buddha-Legende. In 60 Gedichten wird in Metaphernform Leben und Wirken Buddhas erzählt.
Wenn in dem Gedichtband „Herzhafte Gesänge“ von 1934, beispielsweise im „Gesang der Träumer“, schon unüberhörbar die Töne der neuen ideologischen Marschrichtung erklingen, so ist die „Weihnachtliche Lichtfeier“ von 1937, vertont von Rudolf Tisken, eine exemplarische Feierdichtung für den neuheidnisch ausgerichteten NS-Kult. In einer Großveranstaltung des Jungvolks wurde das von der Reichsverwaltung des Nationalsozialistischen Lehrerbundes herausgegebene Stück am 12. Dezember 1937 im Münchner Atlantik-Palast uraufgeführt. Derartige Feierveranstaltungen sollten in Konkurrenz zur christlichen Weihnachtsfeier treten und diese langfristig ablösen. Gerstner stellte sich spätestens damit voll in den Dienst der NS-Kulturpolitik.
Ein typisches Produkt zur Propagierung des totalen Krieges ist sein Gedicht Grenzlandlied von 1943:
Wir kommen vom Norden, kommen vom Süden,/ vom Westen und Osten hallt unser Schritt./ Wir drängen herbei, die Grenze zu hüten, der Glaube der Heimat wanderte mit./ Hier an den Marken halten wir Wacht,/ Deutschland, für dich durch Tage und Nacht!/ Wir rufen die Losung unter die Bauern:/ ihr Siedler des Landes wahrt euer Gut!/ Die Ahnen vererbten euch diese Mauern,/ sie gaben dem Acker Leben und Blut./ Hier an den Marken blühe ihr Stamm,/ stehe bereit als lebender Damm!/ Wir künden die Weihe heimischer Erde/ und sprechen sie heilig, rühmen sie laut./ Denn wer ihren Segen kämpfend vermehrte,/ hat kraftvoll am Werk des Reiches gebaut./ Hier an den Marken tönt nun Gesang, wo einst der Väter Schwertruf erklang!/ Wir wollen in dieser Stunde der Größe/ uns tiefer bekennen zu unserem Land./ Wie oft war die Grenze laut vom Getöse,/ wie oft war des Krieges Feuer entbrannt!/ Hier an den Marken trug man die Not,/ stritt um die Heimat, rang um das Brot!/ Wir wollen uns ganz der Fahne verpflichten,/ die herrlich in unserem Grenzlande weht./ Wir wollen das Holz zum Feuerstoß schichten,/ so findet uns jeder, der mit uns geht./ Hier an den Marken rufen wir hell:/ Ewiges Deutschland, wir sind zur Stell!

#### Romane und Novellen
Schon früh begann Gerstner auch Romane zu schreiben. Neben nicht veröffentlichten Manuskripten, wie „Wogen des Lebens“ (1922) und „Arme Kreatur“ (1929), konnte Gerstner mit „Ewig ruft das Meer“ einen ersten Erfolg erzielen. Dieser erschien 1938 in der Reihe „Bücher der jungen Nation“ im Verlag Franz Eher Nachfolger, München. In diesem Zentralverlag der NSDAP wurde auch der größte Teil seiner Werke vor 1945 veröffentlicht.
Mit seinem im gleichen Jahr vorgelegten Roman „Die Straße ins Waldland“ gestaltete Gerstner das neue Thema Autobahnbau. Die Nationalsozialistischen Monatshefte urteilten in einer Rezension auch beifällig, der Autor habe „damit erstmalig den Versuch unternommen, das große schöpferische, geschichtliche Werk des Führers, den Bau der Reichsautobahnen in einem epischen Werk einzufangen.“
Ein detailliertes Zeitgemälde legte Gerstner mit dem 1939 erschienenen umfangreichen Roman „Zwischen den Kriegen“ vor, der die Chronik zweier Generationen von 1866 bis 1914 umfasst und vom „Völkischen Beobachter“ „zu den besten und eindrucksvollsten Romanen unserer Zeit“ gerechnet wurde.
Bedeutenden Erfolg erzielte er auch mit dem Unterhaltungsroman „Mit Helge südwärts“, der auf der Basis eigener Urlaubserlebnisse 1940 den Reise- und Abenteuerphantasien einer großen Leserschaft entgegenkam.
Eine fast noch größere Wirkung konnte Gerstner mit seinen bis 1945 erschienenen Novellen verbuchen. Die ebenfalls im Franz Eher Verlag erschienenen Erzählungen erzielten teilweise Auflagen von weit über 20.0000 Exemplaren. Diese Auflagenhöhe wurde allerdings durch Feldpostausgaben und besondere Ausgaben für NS-Organisationen mitbestimmt. Als Beispiele für Linientreue in unaufdringlicher Verpackung seien genannt „Der graue Rock“ (1936), „Opfer der Jugend“ (1938), „Fähnrich Charlotte“ (1940) und „Schwerterklang und Saitenspiel“ (1942). Wehrkraftertüchtigung und Stärkung des Opferwillens waren hier die literarisch verfolgten Ziele.
Gerstner lieferte Propagandaliteratur medienübergreifend auch für Rundfunksendungen, so eine Rundfunkansprache mit dem Titel „Lust und Liebe sind die Fittiche zu großen Taten“ und Feierdichtungen. Ausgestrahlt wurden auch Auszüge aus seinen Novellen und Romanen. Zusammen mit dem Cheflektor des Eher-Verlages Karl Schworm, veröffentlichte Gerstner 1939 die Sammlung „Deutsche Dichter unserer Zeit“, die auf 622, S. 53 in das Bild der NS-Kulturpolitik passende alte und neue Dichter mit Lebenslauf und Schaffensproben vorstellt.
Ohne dass Gerstner zu den besonders profilierten Dichtern des NS-Staates gezählt hätte, war er doch ein prominenter und auflagenstarker Autor, dessen Werke sich in Stil und Motivauswahl passgenau in die ideologisch und kulturpolitisch gewünschte Richtung einfügten.

### Nach dem Krieg
Im dritten Nachtrag der Liste der auszusondernden Literatur vom 1. April 1952, herausgegeben vom Ministerium für Volksbildung der DDR wurden zwei Werke von Gerstner aufgeführt: „Requiem für einen Gefallenen“ (1936) und „Abschied von Bettina“ (1944).

#### Romane
Es dauerte bis 1951, ehe Gerstner wieder an seine literarischen Erfolge anknüpfen konnte. Der in diesem Jahr erschienene Roman „Jugendmelodie“ verbindet autobiographische und fiktionale Jugenderinnerungen. Wiederum blieben Romanmanuskripte unpubliziert, wie „Celeste am Meer“ und „Zärtliches Zwischenspiel“, beide von 1954. 1966 erschien der historische Roman „Camille Desmoulins“.
In den Beginn der 1950er Jahre fielen die Veröffentlichungen mehrerer Kriminalromane, die Gerstner unter dem Pseudonym René Renard geschrieben hatte; so „Schuß in der Metro“ und „Zwischen Cayenne und Paris“ von 1951 bzw. 1952.
Einen erheblichen Teil seiner Nachkriegsproduktion nehmen Jugendromane ein. Als Erzählung mit spannender Handlung, kombiniert mit der Vermittlung geschichtlichen Wissens, war der Roman „Lorenzo entdeckt die Etrusker“ von 1966 konzipiert.

#### Übersetzungen und Bearbeitungen
Neu übersetzt und für die Jugend bearbeitet hat Gerstner mehrere Klassiker der Weltliteratur: „Die letzten Tage von Pompeji“ (1949) von Bulwer-Lytton, „Der Pfadfinder“ (1966) und „Der letzte Mohikaner“ (1968) von J.F. Cooper sowie Swifts „Gulliver“ unter dem Titel „Die Abenteuer des Schiffsarztes Gulliver“ (1972).

#### Sonstiges
Gerstner war noch bis in die 1980er Jahre sehr produktiv. So veröffentlichte er eine Vielzahl von autobiographischen und regionalhistorischen Beiträgen sowohl in diversen Zeitschriften als auch in Buchform. Aus der Masse seiner schriftstellerischen Produktion ragen dabei seine Beiträge zu Leben und Werk von Max Dauthendey sowie den Brüdern Grimm heraus.

## Würdigung
Gerstner Werk umfasst über 70 Romane, Erzählungen, Biographien, Reisebücher und Lyrik mit einer Gesamtauflage von weit über einer Million Exemplare.
Auch wenn Gerstner als Beispiel für die Masse der durchschnittlichen Autoren in der Mitte des letzten Jahrhunderts und ihre aus den verschiedensten Gründen resultierende Anpassung an den jeweils herrschenden Zeitgeist gelten kann, hat er doch als talentierter Erzähler und Chronist der fränkischen Literatur- und Regionalhistorie bleibende Bedeutung.

## Auszeichnungen
- Medaille zur Erinnerung an den 1. Oktober 1938
- 1941: Kriegsverdienstkreuz II. Klasse mit Schwertern
- 1942: Literaturpreis der Hauptstadt der Bewegung (München)
- 1944: Ehrenabzeichen der bulgarischen Armee
- 1968: Dauthendey-Plakette in Gold
- 1968: Silbernes Stadtsiegel der Stadt Würzburg

## Werke (Auswahl)
- Begegnungen, 1926
- Herzhafte Gesänge, 1934
- Der graue Rock, 1936
- Den Müttern der toten Kämpfer, 1936
- Weihnachtliche Lichtfeier, 1937
- Die Straße ins Waldland, 1938
- Opfer der Jugend, 1938
- Zwischen den Kriegen, 1939
- Deutsche Dichter unserer Zeit (mit Karl Schworm), 1939
- Mit Helge südwärts, 1940
- Fähnrich Charlotte, 1941
- Schwerterklang und Saitenspiel, 1942
- Abschied von Bettina, 1943
- Buch der Gedichte, 1943
- Opfer der Jugend
- Das Auge des Herrn, 1963
- Jugendmelodie, 1951
- Lucienne und ihre Kavaliere, 1952
- Das goldene Mutterbuch, 1956
- Max Dauthendey und Franken, 1958
- Im Land zu Franken, 1960
- Du fragst mich, was ich liebe. Gedichte, 1963
- Das Auge des Herrn, Legenden, 1963
- Hirtenlegende, 1965
- Camille Desmoulis. Roman, 1966
- Lorenzo entdeckt die Etrusker. Erzählungen, 1966
- Ludwig Maria Grignion von Montfort. Biographie 1966
- Vor Anker. Roman, 1967
- München, 1967
- Gondelfahrt. Erzählungen, 1968
- Franz und Klara von Assisi. Biographie, 1968
- Charles de Foucauld. Biographie, 1969
- Musikanten spielen unter jedem Himmel. Roman, 1969
- Überfall auf Mallorca. Roman, 1969
- Theresia von Avila. Biographie, 1970
- Tannenduft und Lichterglanz, 1970
- Leben und Werk der Brüder Grimm. Biographie, 1970
- Biblische Legenden. Erzählungen, 1971
- Thomas Becket. Biographie, 1972
- als Hrsg.: Eugen Schumacher. Begegnungen und Erlebnisse mit dem großen Tierfreund, 1973
- Das Mädchen Martinique. Roman, 1973
- Brüder Grimm in Selbstzeugnissen und Bilddokumenten. Biographie, 1973
- Franz Xaver. Biographie, 1974
- Kolibri flieg nicht fort. Roman, 1974
- Edith Stein. Biographie, 1975
- Abenteuer in der Lagune. Roman, 1975
- Kurs Karibische See. Roman, 1976
- Weltreise heute. Buch einer Kreuzfahrt, 1977
- Die Mutigen. Biographie, 1978
- Am Kaminfeuer. Erzählungen, 1979
- Das Heilige Siebengestirn. Biographie, 1980
- Kreuzfahr zu neuen Zielen. Reisebericht, 1981
- Nordhimmel. Reisebericht, 1984
- Vaterhaus adieu, 1988